# 李福利
李福利（1965年12月—），河北黄骅人，汉族，中华人民共和国政治人物、第十二届全国人民代表大会湖南地区代表。
毕业于长江商学院EMBA专业。加入中国共产党。2013年，担任全国人大代表。